# Julius Raab Stiftung
Die Julius Raab Stiftung zur Förderung von Forschung und Bildung ist eine gemeinnützige Stiftung mit Sitz in Wien. Sie hat den Zweck der Förderung von Forschungsprojekten und Bildungsaktivitäten auf gesellschafts- und wirtschaftspolitischem Gebiet unter Beachtung christlicher und demokratischer Werte. In der Tradition ihres Namensgebers, des ehemaligen österreichischen Bundeskanzlers Julius Raab, soll die Stiftung das Modell der Sozialen Marktwirtschaft zeitgemäß weiterentwickeln. Die Stiftung vertritt insbesondere die Werte Freiheit, Verantwortung, Solidarität, Chancengerechtigkeit und Ehrlichkeit.

## Geschichte
Julius Raab war von 1953 bis 1961 Bundeskanzler der Republik Österreich und wurde als „Staatsvertragskanzler“ bekannt. Der Name der Stiftung würdigt ihn als Staatsmann und für sein Eintreten für Österreich und für Staats-, Gesellschafts- und Wirtschaftspolitik in christlich-demokratischer Zielsetzung.
Die Stiftung wurde durch die Stiftungserklärung am 2. Oktober 1991 nach dem Bundesstiftungs- und Fondsgesetz errichtet. Die Stifter waren Leopold Helbich, Vorsitzender des Julius Raab-Gedenkvereins, Andreas Khol, Vorsitzender-Stv. des Julius Raab-Gedenkvereins und Ludwig Steiner, Präsident der Politischen Akademie der ÖVP.

### Schwerpunkte
- Unternehmertum und „Entrepreneurship Education“
- kleine und mittlere Unternehmen und Mittelstand
- ökosoziale Marktwirtschaft
- gesellschaftliche Innovation und Gemeinnützigkeit
- Bildung für das 21. Jahrhundert (u. a. durch DigiPlayDays)
- Österreichs nächste Unternehmergeneration

### Präsidenten
- Erhard Busek (1992–1996)
- Wolfgang Schüssel (1996–2007)
- Johannes Ditz (2007–2011)
- Harald Mahrer (2011–2015)[1]
- Bettina Lorentschitsch (2015–2016)[2]
- Markus Gull (2016–2019)[3]
- Martha Schultz (seit 2019)[4]

## Publikationen und Initiativen

### Studienprojekt|Österreichs nächste Unternehmergeneration
Der familiengeführte Mittelstand spielt in der Arbeit der Julius Raab Stiftung eine wichtige Rolle. Das zeigt sich unter anderem in Form der Mittelstandslandkarte sowie einer Studie zu Innovation und Resilienz bei familiengeführten Welt- und Europamarktführern aus Österreich.
Das Vorhaben Österreichs nächste Unternehmergeneration sammelt empirische Erkenntnisse zur Sichtweise der nachfolgenden Unternehmergeneration in österreichischen Familienunternehmen. Es wird gemeinsam mit dem Friedrichshafener Institut für Familienunternehmen (FIF) an der Zeppelin Universität am Bodensee.

### Zukunft säen
Im Auftrag der Julius Raab Stiftung untersuchte das Institut für Wirtschaftsforschung EcoAustria Daten zu Elementarpädagogik und Kinderbetreuung in Österreich. Die Studie zieht Schlüsselfaktoren, wie das Potenzial frühkindlicher Bildung in Österreich gehoben werden kann und beschreibt Schlüsselthesen aus Erfolgsmethoden aus dem internationalen Vergleich mit den Ländern Frankreich, Niederlande, Dänemark und Deutschland.

### NavigatEUr – Netzwerkkarte der Ideen- und Impulsgeber
Gemeinsam mit FASresearch hat die Julius Raab Stiftung eine Online-Netzwerkkarte erarbeitet. Auf der Karte sind 370 Organisationen (Think Tanks, Forschungsinstitute, Hochschulen, NGOs, staatliche und staatsnahe Institutionen, supranationale Organisationen, Plattformen, Initiativen, Interessensvertretungen u. a.) abgebildet, die von 55 Experten aus Politik, Verwaltung, Wirtschaft, Wissenschaft/Forschung, NGOs und Think Tanks als Ideen- und Impulsgeber „nominiert“ wurden. Das Projekt drehte sich um die Frage: „Wer liefert aktuell in Europa und insbesondere im DACH-Raum (Deutschland, Österreich, Schweiz) wichtige Ideen und Impulse zu den großen wirtschaftlichen, sozialen, ökologischen, technologischen und geopolitischen Herausforderungen unserer Zeit?“

### Wirtschafts- und Finanzkompetenz für ein selbstbestimmtes Leben
Wie ein Grundverständnis für die Wirtschaft (Financial Literacy) bereits in der Schule gestärkt werden kann, stellt die Stiftung im Policy Paper zum Thema Wirtschafts- und Finanzkompetenz für ein selbstbestimmtes Leben. Wir sind dafür dar.

### Österreich zum Blühen bringen
Im Auftrag der ERSTE Stiftung und der Julius Raab Stiftung untersuchte das Forschungsinstitut FASresearch, wie stark das Stiftungswesen mit gesellschaftlichen Sektoren wie Politik, Wirtschaft, Forschung und Zivilgesellschaft vernetzt ist. Aufbauend auf diese Forschungen wurden 2015 das Bundesstiftungs- und Fondsgesetz, sowie relevante steuerrechtliche Teile novelliert, um die gemeinnützige Stiftungslandschaft in Österreich zu stärken. Des Weiteren wurde zu verbesserten Vernetzung der Stiftungen untereinander der Bund für gemeinnütziges Stiften gegründet.

### Werte Reihe
Im Zeitraum von 2011 bis 2012 publizierte die Stiftung zu den Werten Freiheit, Verantwortung, Solidarität, Chancengerechtigkeit und Ehrlichkeit einen Essayband mit Visionen für das österreichische Modell von Wohlstand und Lebensqualität. Im Jahr 2016 erschien dazu die Neuauflage mit dem Titel Werte im Digitalen Wandel.

### Open Innovation
2015 veranstaltete die Julius Raab Stiftung vier Stakeholder-Workshops mit dem Ziel, sich in den politischen Entscheidungs- und Meinungsbildungsprozess einzubringen und einen konkreten inhaltlichen Beitrag zu einer Open-Innovation-Strategie für Österreich zu leisten. Daraus resultierte die Publikation Eine Open-Innovation-Strategie für Österreich, Grundlage für die Open-Innovation-Strategie der Österreichischen Bundesregierung. Diese wurde federführend von Staatssekretär Harald Mahrer entwickelt und 2016 im Rahmen der Alpbacher Technologiegespräche vorgestellt.

### Digi Play Days
Die „Digi Play Days“ sind Österreichs größte Messe für digitale Lernspiele und wurden am 15. und 16. September 2016 ins Leben gerufen. Die Julius Raab Stiftung möchte damit das Potenzial von digitalen Lernspielen im schulischen und außerschulischen Bereich aufzeigen. Die jüngsten „Digi Play Days“ fanden am 29. November 2017 statt.

### EDI – Einfach digital!
Mit EDI – Einfach digital! startete die Julius Raab Stiftung eine Digital-Offensive für Österreichs Kleine und mittlere Unternehmen. EDI bietet einen praxisnahen Wissenspool, der dazu dient, mittelständische Unternehmen und ihre Mitarbeiter fit für das digitale Zeitalter zu machen. Ein Readiness-Check, der hilft, den Status quo zu überprüfen, helfen dabei genauso wie zahlreiche Best-Practice-Beispiele und ein Wiki, das komplizierte neue Begrifflichkeiten einfach erklärt.

### Un-f*ck the Economy
Die Initiative „Un-f*ck the Economy“ plädiert zur Lösung gesellschaftlicher Probleme durch unternehmerische Menschen, sogenannte Social Entrepreneure. Auf ihrer Basis hielt die Julius Raab Stiftung im Jahr 2017 Informationsveranstaltungen ab und veröffentlichte die Studie „Unternehmerische Verantwortung und Digitaler Wandel“ sowie den Essay „Are you crazy enough“.

### Café Julius
Seit 2017 lädt der Präsident der Stiftung regelmäßig Persönlichkeiten aus Wirtschaft, Wissenschaft und Politik in ein virtuelles Kaffeehaus, das „Café Julius“, ein und diskutiert mit ihnen über aktuelle Themen. Die Gespräche werden als Vlog im Social Web veröffentlicht.

### PodcastWarum eigentlich?
Der Podcast beleuchtet das Generalthema „Arbeit und Sinn“ aus unterschiedlichen Perspektiven, die in der Gesellschaft und der sozialen Marktwirtschaft eine Rolle spielen. Die Gäste gewähren spannende Einblicke in die Herausforderungen und Möglichkeiten des Bildungssystems. Dabei wird die Kraft und Notwendigkeit von Innovation oder Glück als wichtigste Komponente der Arbeit gesehen.